# بطولة باوليستا 1918
بطولة باوليستا 1918 ، نظمتها APEA (Associação Paulista de Esportes Atléticos)، كان الموسم السابع عشر من دوري كرة القدم الأعلى في ساو باولو.
بعد الجولة السادسة، انسحب فريق باليسترا إيطاليا من البطولة احتجاجًا على التحكيم في مباراته ضد باوليستانو. ثم توقفت البطولة في أكتوبر، عندما ضربت الإنفلونزا الإسبانية البرازيل، ولم تستأنف حتى ديسمبر. ونتيجة لذلك، تم إلغاء العديد من المباريات التي لم يكن لها أي تأثير على تحديد اللقب، ولم تنته البطولة إلا في يناير 1919. فاز نادي باوليستانو باللقب للمرة السادسة. وكان هداف البطولة هو آرثر فريدينرايش لاعب باوليستانو برصيد 25 هدفًا.